# Люляково (Добрицька область)
Люля́ково (болг. Люляково) — село в Добрицькій області Болгарії. Входить до складу общини Генерал-Тошево.

## Населення
За даними перепису населення 2011 року у селі проживали 526 осіб.
Національний склад населення села:
| Національність   | Кількість осіб | Відсоток |
| ---------------- | -------------- | -------- |
| болгари          | 251            | 58,1%    |
| цигани           | 109            | 25,2%    |
| турки            | 53             | 12,3%    |
| інша             | 19             | 4,4%     |
| не визначились   | 0              | 0%       |
| Всього відповіли | 432            |          |

Розподіл населення за віком у 2011 році:
Динаміка населення: